# Pomchonghakryon
A Aliança Nacional da Juventude e Estudantes pela Reunificação Nacional, ou Pomchonghakryon, é uma organização norte-coreana que promove a reunificação coreana. Foi fundada em 15 de agosto de 1992, o 47º aniversário do fim da ocupação japonesa na península coreana.
A aliança considera o grupo sul-coreano Hanchongryun (Federação Sul-Coreana de Conselhos Estudantis Universitários), que já foi um alvo bem conhecido da Lei de Segurança Nacional na Coreia do Sul, como sua sede no sul da península. Ela também tem uma filial no exterior sediada no Japão. A aliança realiza reuniões aproximadamente uma vez por ano, com o objetivo declarado de acabar com a dominação e intervenção estrangeira na Coreia e avançar para a reunificação pacífica da Coreia.